# Bellthorpe-Nationalpark
Der Bellthorpe-Nationalpark (englisch Bellthorpe National Park) ist ein 75,5 Quadratkilometer großer Nationalpark in Queensland, Australien. Benannt ist er nach dem kleinen Ort Bellthorpe am nordöstlichen Ende des Parks.

## Lage
Er liegt in der Region South East Queensland etwa 70 Kilometer nördlich von Brisbane und 175 Kilometer südlich von Hervey Bay. Die nächstgelegene Stadt ist Caboolture. Von hier erreicht man den Park über den D’Aguilar Highway. Etwa 5 Kilometer nach dem Ort Woodford zweigt die Stony Creek Road Richtung Norden in den Park ab, die später an einem Picknickplatz endet. Erkunden kann man den Park entlang von unbefestigten Forststraßen entweder zu Fuß, mit dem Pferd, mit dem Mountainbike oder einem Allradfahrzeug. Es gibt keine Campingeinrichtungen.
In der Nachbarschaft liegen die Nationalparks Conondale, Glass House Mountains, D’Aguilar und Maleny.

## Geländeformen
Der Bellthorpe-Nationalpark liegt westlich der Glass House Mountains, am südlichen Ende der Hügelkette Conondale Range. Das Gelände ist schroff, bis zu 650 Meter hoch und mit offenen Eukalyptuswäldern und subtropischem Regenwald bewachsen. Besonders sehenswert sind die zahlreichen Wasserläufe, zum Beispiel der Stony Creek, an denen viele gefährdete Tiere und Pflanzen beobachtet werden können.

## Flora und Fauna
Bei den Amphibien sind das beispielsweise der Pearson’s Green Tree Frog (Litoria pearsoniana), der Tusked Frog (Adelotus brevis) und der Giant Barred Frog (Mixophyes iteratus) als gefährdet oder bedroht eingestuft. Häufig dagegen kommen im Park der Great Barred Frog (Mixophyes fasciolatus) und der Stony Creek Frog (Litoria wilcoxii).
In den feuchten Gebieten des Parks wurden 23 verschiedene Orchideenarten gezählt unter anderem die Tree Spider Orchid (Dendrobium tetragonum), Ravine Orchid (Sarcochilus fitzgeraldii) und die Red Rope Orchid (Bulbophyllum schillerianum).
Daneben sind im Park über 100 verschiedene Vogelarten, 33 Säugetierarten, darunter die gefährdeten Kaninchenkängurus, und 17 Reptilienarten heimisch.